# Feliks Wieser (agronom)
Feliks (Srečko) Wieser (vízer), slovenski agronom, gospodarstvenik, politični delavec in publicist na Koroškem, * 8. marec 1950, Celovec.

## Življenje in delo
Feliks Wieser–mlajši, sin partizana F. Wieserja, je dvojezično osnovno šolo obiskoval v Slovenjem Plajberku, slovensko gimnazijo v Celovcu (1960–64), nato ostal doma na kmetiji, končal dvoletno slovensko kmetijsko šolo v Podravljah (nem. Föderlach) in obiskoval večerno trgovsko akademijo v Celovcu, ki pa je ni končal. Od 1970 je študiral agronomijo na Biotehniški fakulteti v Ljubljani in 1975  diplomiral. Sodeloval je v študentskem gibanju v Ljubljani in bil vseskozi povezan z mladinskim in študentskim gibanjem na Koroškem. Dalj časa je bil predsednik Kluba zamejskih študentov v Ljubljani in prvi predsednik Slovenskega prosvetnega društva Vrtača v Slovenjem Plajberku. Decembra 1975 je bil izvoljen za poklicnega tajnika Zveze slovenskih organizacij. V letih 1983−92 je bil njen predsednik. Učil je tudi na kmetijski šoli v Podravljah in bil od 1982 direktor Tovarne celuloze Obir na Reberci (nem. Rechberg) pri Železni Kapli. Prizadeval si je za oživljanje narodne zavesti, gospodarskega in kulturnega življenja Slovencev. Sodeloval je tudi pri vzdrževanju stikov z matično Slovenijo in prizadevanjih za manjšinske pravice. O strokovnih in političnih vprašanjih je veliko pisal med drugim tudi v Slovenski vestnik, Koroški koledar in Vestnik koroških partizanov.